# Jacques Duval d'Eprémesnil (1672-1748)
Jacques Duval, seigneur d'Eprémesnil, né au Havre en 1674, et mort à Paris en février 1748, est un négociant, armateur et négrier français.

## Biographie
Jacques Duval d'Eprémesnil est le fils de Jacques Duval, seigneur de Coupeauville et d'Eprémesnil, président du grenier à sel, capitaine quartenier et échevin du Havre, et de Françoise Houssaye. Marié à Marie de Réaulté puis à Catherine Elisabeth de Bouilling, il est le père de Jacques Duval d'Eprémesnil, de Georges Duval de Leyrit et de Michel Archange Duval Dumanoir, ainsi que le beau-père de Pierre Duvelaer.
Se lançant dans le négoce, il devient à son tour président du grenier à sel du Havre de 1698 à 1717. Entré dans les entreprises de Law avant le rattachement du monopole du commerce du Sénégal à la Compagnie d'Occident, il devient l'agent de Law au Havre et accroit de manière considérable sa fortune dans le système de Law. Il devient directeur de la Compagnie du Sénégal en 1709 et prend part notamment à la traite négrière depuis le port de Havre qui adresse aux îles les esclaves nécessaires à la mise en valeur économique des Antilles, et organise les retours de marchandises tropicales vers le royaume.
En récompense de ses services il passe ensuite directeur de la Compagnie française des Indes orientales de 1719 à 1721, puis de 1723 à 1739 (en résidence à Lorient à partir de 1731), syndic de la Compagnie de 1739 à 1743 et de nouveau directeur de 1744 à son décès. Il y exerce une très grande influence, en développant les installations de Lorient, notamment celles destinées aux ventes.
Duval d'Eprémesnil est anobli par lettres patentes de 1719 et fait chevalier de l'ordre de Saint-Michel en 1732.

## Source et bibliographie
- François-Xavier Feller, Dictionnaire historique, Houdaille, 1836
- Haudrère Philippe. "L'origine du personnel de direction générale de la Compagnie française des Indes, 1719-1794". In: Revue française d'histoire d'outre-mer, tome 67, n°248-249, 3e et 4e trimestres 1980. pp. 339-371.
- Bulletin. Etudes, documents, chronique litteraire, Volumes 128 à 129, 1982